# 德米特里·罗日杰斯特文斯基
德米特里·谢尔盖耶维奇·罗日杰斯特文斯基(俄语：Дмитрий Сергеевич Рождественский，1876年3月26日—1940年6月25日），俄罗斯/苏联物理学家，国家光学研究所(SOI)创始人和首任所长(1918年至1932年)，苏联光学产业组织者之一，苏联科学院院士(1929年)。

## 传记
罗日杰斯特文斯基，1876年3月26日出生在圣彼得堡一个教师家庭，父亲是后来的圣彼得堡省公立学校主任，多次再版的历史教科书作者-谢尔盖·茹科夫斯基圣诞节·罗日杰斯特文斯基(1834年-1891年)。
同其他孩子一样(他们家有六个)，罗日杰斯特文斯基从小受到良好的家庭教育和英语、德语和法语等完善的知识。父亲去世后，家庭并没受影响，特别是来自书籍再版的养老金收入使孩子们得以继续学习，他们都受过高等教育。 1894年谢尔盖耶维奇·罗日杰斯特文斯基完成高中学业并获得银质奖。学校对他的评语：“德米特里·谢尔盖耶维奇·罗日杰斯特文斯基 - 生活朴素、善于交际、性情开朗、彬彬有礼、谦逊有礼、能力优秀、勤劳善良”。1900年，他从圣彼得堡国立大学毕业，获得了首个物理和数学学士学位，后留校准备博取教授职称。1901年和1903年分别到莱比锡大学著名物理学家奥托·维纳实验室和吉森市，经典电子理论创始人之一-保罗·德鲁德教授的实验室进行实习。
1903年至1931年，他曾在彼得格勒-列宁格勒大学圣彼得堡物理研究所工作(1915年当选为该大学物理研究所所长，1916年批准为教授级)。1908年与奥尔加·安东诺夫娜·多比阿什(Olga Antonovna Dobiash)，后来的著名历史学家和古文字学家-1929年苏联科学院准会员结婚。
1912年罗日杰斯特文斯基被授予罗蒙诺索夫奖，以表彰他致力于对相应吸收带附近蒸气反常色散的研究。
1916年当选为俄罗斯物理和化学学会(RFHO)会长及学会物理部主席。1919年他重组了大学物理系和物理系数学部，对物理教学进行了彻底改革。
1921年当选为俄罗斯矿物学会名誉会员。
1918年至1932年期间，担任1918年由他倡议成立的国家光学研究所(SOI)主任和科学主任；1919年在他的组织下，成立了研究原子结构和原子光谱的“原子能委员会”(GOI)；1919年至1927年组织生产光学玻璃；1922年，他组建了俄罗斯光学学会。1924年以来，积极参与创建国内光学产业。
1925年当选为苏联科学院通讯院士和度量衡管理主室名誉会员。
1928年被选为自然、天文和人种学协会荣誉会员。
1929年当选为苏联科学院会员。
1932年他离开国家光学研究所所长岗位，并提名瓦维洛夫院士为该机构领导候选人；1932年到1938年，他领导原子能委员会光谱分部；1939年到1940年6月为原子能委员会显微学实验室顾问，并同时负责列宁格勒大学物理研究所光谱实验室。
1939年8月30日奥尔加·安东诺夫娜·多比阿什因心脏病去世，这对罗日杰斯特文斯基造成了极大打击，由于过度悲伤，使他过早地离世，1940年6月25日，他被安葬在列宁格勒 Literatorskie jetty Volkov 公墓。

## 彼得格勒/列宁格勒地址
- 1918-1934 - Exchange line, 12;
- 1934 - the year 25.06.1940 - Exchange line 4, Apt. 5.